# Жінка в чорному (фільм, 2012)
«Жінка в чорному» (англ. The Woman in Black) — британський готичний фільм жахів режисера Джеймса Воткінса, що вийшов 2012 року. Кіноадаптація однойменного роману Сьюзен Гілл 1983 року. Джейн Ґолдмен виступає в якості сценаристки стрічки. У головних ролях грають Денієл Редкліфф, Кіаран Гайндс, Джанет Мактір і Ліз Вайт. Події фільму відбуваються в Англії XX століття. Молодий адвокат, який нещодавно овдовів (Редкліфф), подорожує у віддалене село, де виявляє, що мстивий привид зневаженої жінки тероризує місцевих жителів. 
Прем'єра фільму відбулася в Лондоні 24 січня 2012 року. В широкий прокат «Жінка в чорному» вийшла 3 лютого у Північній Америці та 10 лютого у Великій Британії. В Україні фільм вперше показали 12 квітня 2012 року. Стрічка отримала загалом позитивні відгуки критиків, які високо оцінили гру Редкліффа, операторську роботу, режисуру та готичну атмосферу. Також фільм мав комерційний успіх, зібравши загалом 130 млн дол. при бюджеті приблизно в 16 млн. Сиквел під назвою «Жінка в чорному 2: Янгол смерті» з іншими акторами в головних ролях вийшов 2015 року. 

## Сюжет
Молодий адвокат вирушає у віддалене село, щоб владнати документи та папери недавно померлої клієнтки, де він розуміє, що привид зневаженої жінки налаштований на помсту.

## У ролях
| Актор           | Персонаж                             | Роль                 |
| --------------- | ------------------------------------ | -------------------- |
| Денієл Редкліфф | Артур Кіппс англ. Arthur Kipps       | молодий адвокат      |
| Кіаран Гайндс   | Семюель Дейлі англ. Samuel Daily     | поміщик              |
| Джанет Мактір   | Елізабет Дейлі англ. Elisabeth Daily | дружина Сема         |
| Ліз Вайт        | Дженнет англ. Jennet                 | жінка в чорному      |
| Роджер Аллам    | містер Бентлі англ. Mr. Bentley      | партнер фірми Артура |
| Софі Стакі      | Стелла Кіппс англ. Stella Kipps      | дружина Артура       |
| Міша Хендлі     | Джозеф Кіппс англ. Joseph Kipps      | син Артура та Стелли |
| Джессіка Рейн   |                                      | няня                 |

## Сприйняття

### Критика
Фільм отримав здебільшого позитивні відгуки: Rotten Tomatoes дав оцінку 66 % на основі 174 відгуків від критиків (середня оцінка 6/10) і 55 % від глядачів із середньою оцінкою 3,3/5 (95,509 голосів). Загалом на сайті фільм має змішаний рейтинг, фільму зарахований «стиглий помідор» від кінокритиків, проте «розсипаний попкорн» від глядачів, Internet Movie Database — 6,5/10 (109 989 голосів), Metacritic — 62/100 (39 відгуків критиків) і 6,6/10 від глядачів (245 голосів). Загалом на цьому ресурсі й від критиків, і від глядачів, фільм отримав позитивні відгуки.

### Касові збори
Під час показу в Україні, що розпочався 12 квітня 2012 року, протягом першого тижня фільм був продемонстрований у 43 кінотеатрах і зібрав 40,582 $, що на той час дозволило йому зайняти 7 місце серед усіх прем'єр. Показ стрічки протривав 3 тижні й завершився 6 травня 2012 року. За цей час стрічка зібрала 100,235 $. З цим показником стрічка зайняла 99 місце у кінопрокаті за касовими зборами в Україні 2012 року.
Під час показу у США протягом першого тижня фільм був продемонстрований у 2855 кінотеатрах і зібрав 20,874,072 $, що на той час дозволило йому зайняти 2 місце серед усіх прем'єр. Показ фільму протривав 91 день (13 тижнів) і завершився 3 травня 2012 року. За цей час фільм зібрав у прокаті у США 54,333,290  доларів США, а у решті світу 73,397,446 $ (за іншими даними 74,622,608 $), тобто загалом 127,730,736 $ (за іншими даними 128,955,898 $) при бюджеті 17 млн $ (за іншими даними 15 млн $).

### Нагороди і номінації[11]
| Рік  | Нагорода                                           | Категорія                     | Номінант        | Результат  |
| ---- | -------------------------------------------------- | ----------------------------- | --------------- | ---------- |
| 2012 | IGN Summer Movie Awards                            | Найкращий фільм жахів         | стрічка         | Номінація  |
| 2012 | Golden Trailer Awards                              | Найкращий постер-дражнилка    | CBS Films       | Номінація  |
| 2012 | Golden Trailer Awards                              | Найкращий фільм жахів         | CBS Films       | Номінація  |
| 2012 | Golden Trailer Awards                              | Найкращий монтаж звуку        | CBS Films       | Перемога   |
| 2012 | Fright Meter Awards                                | Найкращий музичний супровід   | Марко Бельтрамі | Номінація  |
| 2012 | Fright Meter Awards                                | Найкращий актор               | Денієл Редкліфф | Номінація  |
| 2012 | Fright Meter Awards                                | Найкраща операторська робота  | Тім Моріс-Джонс | Перемога   |
| 2013 | Irish Film and Television Awards                   | Найкращий актор другого плану | Кірон Гіндс     | Номінація  |
| 2013 | Fangoria Chainsaw Awards                           | Найкращий Wide-реліз фільму   | стрічка         | Номінація  |
| 2013 | Fangoria Chainsaw Awards                           | Найкращий актор               | Денієл Редкліфф | 3-тє місце |
| 2013 | Fangoria Chainsaw Awards                           | Найкращий музичний супровід   | Марко Бельтрамі | 2-ге місце |
| 2013 | Empire Awards                                      | Найкращий британський фільм   | стрічка         | Номінація  |
| 2013 | Empire Awards                                      | Найкращий фільм жахів         | стрічка         | Перемога   |
| 2013 | BloodGuts UK Horror Awards                         | Найкраща чоловіча роль        | Денієл Редкліфф | Перемога   |
| 2013 | Academy of Science Fiction, Fantasy & Horror Films | Найкращий фільм жахів/трилер  | стрічка         | Номінація  |
| 2013 | ASCAP Film and Television Music Awards             | Найкращий блокбастер          | стрічка         | Перемога   |

### Виноски
1. 1 2  Жінка в чорному (Україна). Kino-Teatr.ua. Архів оригіналу за 10 жовтня 2014. Процитовано 6 жовтня 2014.
2. ↑  Dawtrey, Adam (24 березня 2012). Hammer nails coin from next gen. Variety. Процитовано 22 червня 2024.
3. 1 2 3 4  The Woman in Black. Box Office Mojo. Архів оригіналу за 3 травня 2012. Процитовано 6 жовтня 2014.
4. 1 2 3 4 5  The Woman in Black. The Numbers. Архів оригіналу за 10 жовтня 2014. Процитовано 6 жовтня 2014.
5. ↑  The Woman in Black: Release Info (англ.). Internet Movie Database. Архів оригіналу за 12 квітня 2015. Процитовано 6 жовтня 2014.
6. ↑  The Woman in Black (англ.). Rotten Tomatoes. Архів оригіналу за 19 жовтня 2014. Процитовано 6 жовтня 2014.
7. 1 2  The Woman in Black (англ.). Internet Movie Database. Архів оригіналу за 13 травня 2013. Процитовано 6 жовтня 2014.
8. ↑  The Woman in Black (англ.). Metacritic. Архів оригіналу за 29 жовтня 2014. Процитовано 6 жовтня 2014.
9. ↑  The Woman in Black — Ukraine Weekend Box Office (англ.). Box Office Mojo. Архів оригіналу за 10 жовтня 2014. Процитовано 6 жовтня 2014.
10. ↑  Ukraine Yearly Box Office. 2012 (англ.). Box Office Mojo. Архів оригіналу за 12 липня 2013. Процитовано 6 жовтня 2014.
11. ↑  The Woman in Black: Awards (англ.). Internet Movie Database. Архів оригіналу за 26 квітня 2014. Процитовано 6 жовтня 2014.